# گل ریحانی
 گل ریحانی(نام علمی: Clarkia amoena) نام یک گونه از تیره گل‌مغربیان است.